# Evergreen (condado de Washburn, Wisconsin)
Evergreen es un pueblo ubicado en el condado de Washburn en el estado estadounidense de Wisconsin. En el Censo de 2010 tenía una población de 1.135 habitantes y una densidad poblacional de 12,55 personas por km².

## Geografía
Evergreen se encuentra ubicado en las coordenadas 45°51′3″N 91°58′29″O / 45.85083, -91.97472. Según la Oficina del Censo de los Estados Unidos, Evergreen tiene una superficie total de 90.44 km², de la cual 86.29 km² corresponden a tierra firme y (4.58%) 4.15 km² es agua.

## Demografía
Según el censo de 2010, había 1.135 personas residiendo en Evergreen. La densidad de población era de 12,55 hab./km². De los 1.135 habitantes, Evergreen estaba compuesto por el 97.44% blancos, el 0.09% eran afroamericanos, el 0.79% eran amerindios, el 0.09% eran asiáticos, el 0.09% eran isleños del Pacífico, el 0.09% eran de otras razas y el 1.41% pertenecían a dos o más razas. Del total de la población el 0.97% eran hispanos o latinos de cualquier raza.